# Buenos Aires al Pacífico S.A.
Pour les articles homonymes, voir BAP (homonymie).
Buenos Aires al Pacífico S.A., ou Ferrocarril Buenos Aires al Pacífico (BAP), est une ancienne société privée argentine qui s'occupait de l'exploitation et de l'infrastructure du transport ferroviaire de fret de 1 676 mm du chemin de fer San Martín. BAP exploitait 5 690 kilomètres de fret à écartement indien de 1 676 mm dans les provinces de Buenos Aires, San Juan, San Luis et Mendoza.
Le service de fret du chemin de fer San Martín est actuellement exploité par Belgrano Cargas y Logística après que le gouvernement argentin a annulé le contrat signé avec América Latina Logística (ALL) en 2013.

## Histoire
Dans le cadre de la privatisation des chemins de fer réalisée sous la présidence de Carlos Menem, BAP obtient une concession pour exploiter le transport ferroviaire de fret de chemin de fer San Martín, gérés depuis 1949 par la défunte Ferrocarriles Argentinos. La société faisait partie du consortium Industrias Metarlúgicas Pescamona (IMPSA) qui avait également obtenu le système ferroviaire d'Urquiza, exploité par la société sœur Ferrocarril Mesopotámico-Urquiza.
Au cours de ses premières années d'exploitation (1994), la société transporte 2 439 729 tonnes (2 401 197 tonnes longues et 2 689 341 tonnes courtes) de marchandises. Néanmoins, en 1998, Industrias Metarlúgicas Pescamona (IMPSA), propriétaire de BAP et Ferrocarril Mesopotámico (qui avait obtenu une concession pour exploiter des services de transport de passagers), annonce son retrait du transport ferroviaire, mettant en vente 73,5 % de BAP et 70,5 % de FM à la société brésilienne Ferrovía Sul Atlántico (FSA). Néanmoins, le gouvernement argentin, propriétaire de l'ensemble du réseau ferroviaire concédé, n'autorise pas l'exploitation en raison du non-respect par IMPSA des termes et conditions du contrat de concession, avec des charges impayées pour plus de 130 millions de pesos.
En 2000, l'exploitation de la ligne ferroviaire de San Martín est reprise par ALL Central, une subdivision de la société brésilienne América Latina Logística,. 